# Baissotea
Baissotea is een geslacht van wantsen uit de familie van de oeverwantsen. Het geslacht werd voor het eerst wetenschappelijk beschreven door Ryzhkova in 2015.

## Soorten
Het genus bevat de volgende soorten:

- Baissotea infanta Ryzhkova, 2015
- Baissotea peregrina Ryzhkova, 2015
- Baissotea popovi Ryzhkova, 2015